# Albiert Syrkin
Albiert Ioachimowicz Syrkin (ros. Альберт Иоахимович Сыркин, ur. 28 października 1899 w Wilnie, zm. 9 marca 1940 w Moskwie) – funkcjonariusz radzieckich służb specjalnych, kapitan bezpieczeństwa państwowego.

## Życiorys
Urodził się jako syn właściciela wydawnictwa książkowego. Skończył gimnazjum, w 1917 wstąpił do Partii Zjednoczonych Socjaldemokratów (internacjonalistów), studiował na Wydziale Prawnym Uniwersytetu Piotrogrodzkiego. Później pracował jako sekretarz Wydziału Zagranicznego Komisariatu Spraw Wewnętrznych Związku Komun Obwodu Północnego, w 1919 został sekretarzem i członkiem Kolegium Ludowego Komisariatu Oświaty oraz redaktorem naczelnym gazety „Gwiazda” i p.o. szefa Wydziału Politycznego Ludowego Komisariatu Oświaty i szefem wydziału prasy. Po zajęciu Wilna przez WP przez wiele miesięcy przebywał w polskiej niewoli, później został kierownikiem sekcji Wydziału Politycznego Floty Bałtyckiej w Piotrogrodzie, a w 1920 sekretarzem Misji Wojskowej Armii Czerwonej w Anatolii (Turcja), w 1921 pracował w Ludowym Komisariacie Spraw Zagranicznych. Następnie wrócił do pracy w aparacie politycznym Armii Czerwonej jako zastępca szefa Wydziału Politycznego 5 Dywizji w Witebsku, później sekretarz nadzwyczajnej misji w Chiwie. Od 1924 był zastępcą kierownika Wydziału Prasy Ambasady ZSRR we Włoszech, od maja 1926 pracował w OGPU jako funkcjonariusz Wydziału Zagranicznego, w lipcu 1926 przyjął nazwisko Bernardi, którego używał podczas odkomenderowania do pracy zagranicą. Od 1928 pracował kolejno we Włoszech, Chinach i Francji, we wrześniu 1937 został pomocnikiem szefa Grupy Specjalnej GUGB NKWD ZSRR. Był odznaczony dwoma odznakami honorowego funkcjonariusza Czeki/GPU.
10 listopada 1938 na polecenie Berii został aresztowany, 8 marca 1940 skazany na śmierć przez Wojskowe Kolegium Sądu Najwyższego ZSRR pod zarzutem udziału w kontrrewolucyjnej organizacji terrorystycznej i następnego dnia rozstrzelany. W 1969 pośmiertnie zrehabilitowany.